# Peter Tschohl
Peter Tschohl (* 3. April 1935 in München; † 27. September 2007 in Málaga) war ein deutscher Ethnologe und Altamerikanist. Er war von 1975 bis 2000 Professor am Institut für Ethnologie an der Universität zu Köln.

## Leben
Nach dem Studium der Völkerkunde mit den Nebenfächern Altamerikanistik, Deutsche Volkskunde und Altertumskunde in Hamburg und Köln (1956–1961) promovierte Tschohl 1962 bei Franz Termer an der Universität Hamburg zum Dr. phil. Er nahm 1962–63 an Ausgrabungskampagnen des Deutschen Archäologischen Instituts in Boghazköi (Türkei) und Uruk-Warka (Irak) teil. Als Stipendiat der Deutschen Forschungsgemeinschaft (DFG) arbeitete er 1963/64 und 1966/67 an der archäologisch-ethnohistorischen Landesaufnahme im Rahmen des Puebla-Tlaxcala-Projekts in Mexiko. 
An der Universität zu Köln habilitierte sich Tschohl 1972 mit einer Analytische[n] Quellenkritik der Annalen von Quauhtitlan und erhielt die Venia legendi für Völkerkunde unter besonderer Berücksichtigung der präkolumbischen Geschichte Lateinamerikas. Anschließend lehrte er als wissenschaftlicher Assistent, ab 1974 Dozent und 1975 außerplanmäßiger Professor in Köln. Von 1980 bis zu seinem Eintritt in den Ruhestand hatte er dort eine ordentliche Professur inne.

## Publikationen (Auswahl)
- 1998 Der Pochtekenbericht in Sahagúns „Historia General“: Zwischen altaztekischer Wirklichkeit, Mitteilung in Tlatelolco, Sahagúnscher Redigierung und ethnohistorischer Auslegung Indiana Beiheft 14. Berlin. ISBN 3-7861-2290-3
- 1996 Inhalt und Schema eines verlorenen Códice Matrícula de Tetzcoco nach den Lesungen Motolinía, Memoriales (1971:§803-10) und Anales de Cuauhtitlan (1938:§1342–51). In: Ibero-Amerikanisches Archiv, N.F. 22: S. 295–363.
- 1994 Methoden ethnologischer Praxis In: Matthias Laubscher, Bertram Turner (Hrsg.): Völkerkunde-Tagung 91. I. Systematische Völkerkunde. München. S. 35–52.
- 1987 Sabine Künsting, Andreas Bruck (Hrsg.) Mit Theorien Arbeiten Münster:
- a Zur Ontik von Theorien über Kulturelles: Substanz und Struktur In: ibid., S. 9 f.
- b Implizite Theorien: Ein nicht nur wissenschaftlicher Untergrund In: ibid., S. 139–162.
- c Dependente Ungleichheit in menschlichen Systemen: Eine allgemeine Beziehungs- und Gestaltungsstruktur In: ibid., 195–204.
- d Tlacaelel als aztekischer Übergangskönig bei J. Rounds: Über das falsche und richtige Anwenden von Theorien In: ibid., S. 205–220.
- 1977 Wolfgang Rudolph, Peter Tschohl, Systematische Anthropologie München. ISBN 3-7705-1468-8
- 1973 Die frühen Phasen aztekischer Reaktion auf die christliche Missionierung In: Saeculum XXIV: S. 388–395.
- 1969 Über die Aufgaben der Archäologie im Rahmen eines interdisziplinären Arealprojekts und den Stand der archäologisch-ethnohistorischen Landesaufnahme im Becken von Puebla-Tlaxcala In: Das Mexiko-Projekt der Deutschen Forschungsgemeinschaft. I Berichte über begonnene und geplante Arbeiten, 40–66, l Karte. Wiesbaden.
- 1969a Las informaciones del plano de Cholula en la Relación de Gabriel de Rojas de 1581 (Zusammenfassung) In: Verhandlungen des XXXVIII. Internationalen Amerikanistenkongresses, Stuttgart/München 1968. München. Band IV: S. 141.